# Eduardo Paolozzi
Sir Eduardo Paolozzi (Leith, 7 marzo 1924 – Londra, 22 aprile 2005) è stato uno scultore e incisore britannico.
Considerato uno dei pionieri della pop art, nel 1947 pubblicò il collage I was a Rich Man's Plaything, facente parte della sua serie Bunk!, considerato la prima opera della "pop art" e la prima a contenere la parola "pop".

## Biografia

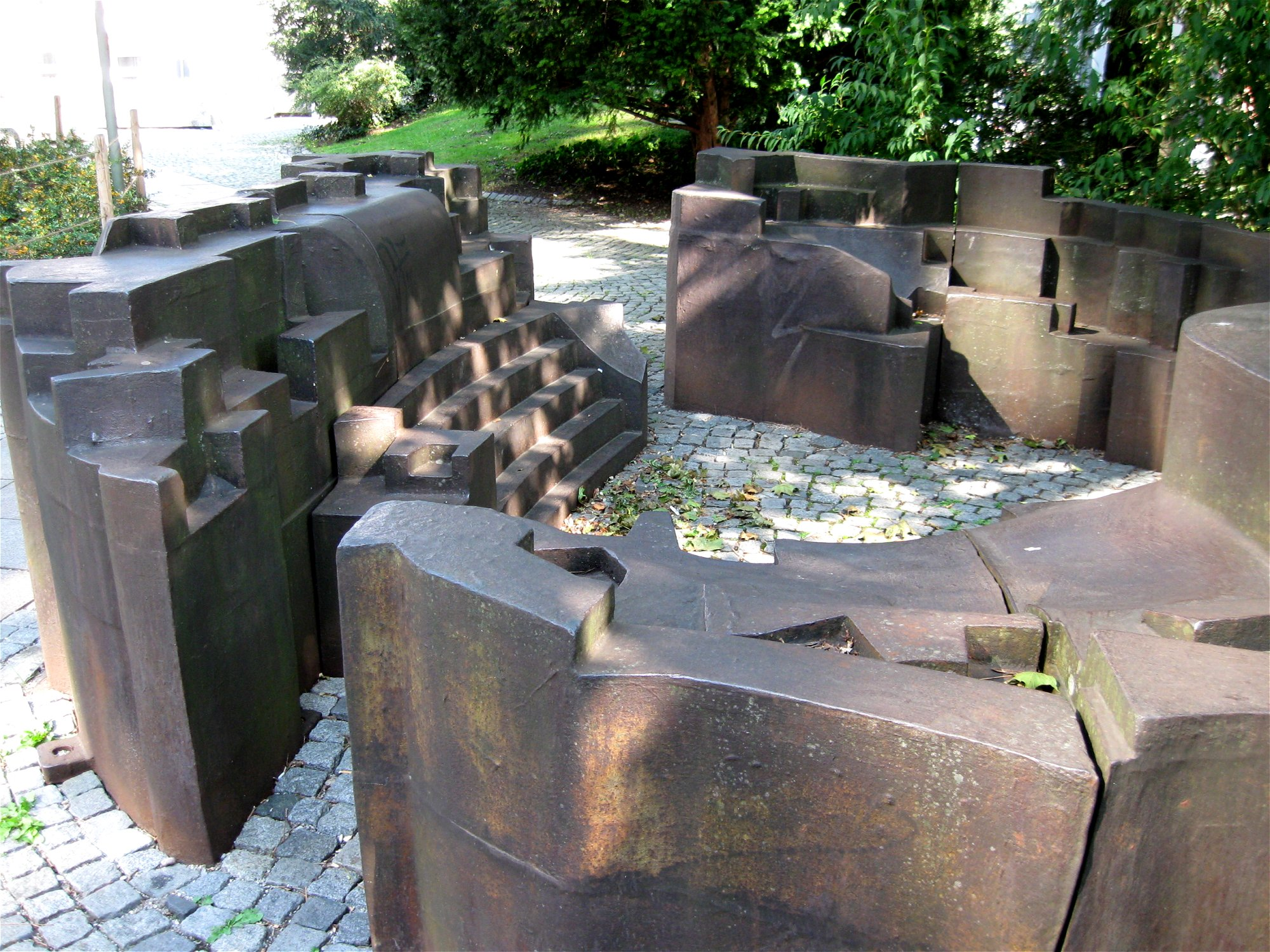
Camera, scultura in nove parti ideata in modo tale da ricreare uno spazio di gioco e relax

Originario di Leith, un distretto a nord di Edimburgo, primogenito di una famiglia di immigrati italiani di Viticuso, un paese di montagna nei pressi di Cassino, studiò al Collegio d'Arte di Edimburgo nel 1943 poi alla St. Martin's School of Art nel 1944 e alla Slade School of Art di Londra dal 1944 al 1947. Si trasferì a Parigi dove cominciò a lavorare.
Insieme ad altri artisti, quali Richard Hamilton e Nigel Henderson, fu uno dei fondatori dell'Independent Group, precursore della Pop Art britannica degli anni '60.
Il suo collage del 1947 Ero un giocattolo di un uomo ricco (I was a rich man's plaything) è talvolta citato come la prima opera veramente Pop Art, benché lui descriva il suo lavoro come surrealista.
Insegnò scultura e plastica in diverse scuole, tra cui la University of California, Berkeley nel 1968 e il Royal College of Art. Paolozzi lavorò anche a Berlino dal 1974 e a Colonia dal 1977 al 1981, e successivamente insegnò scultura presso la Accademia delle belle arti di Monaco di Baviera; proprio a Monaco sono esposte le sue sculture For Leonardo e Camera, entrambe collocate in spazi esterni dell'Ufficio Europeo dei Brevetti.
Paolozzi fu nominato membro dell'Ordine dell'Impero Britannico nel 1968 ed elevato al rango di Cavaliere Commendatore nel 1988, ottenendo il titolo di Sir, e nel 1979 fu nominato membro della Royal Academy. Divenne lo scultore ufficiale di Sua Maestà la Regina nel 1986.
Nel 1994 fece dono di una gran parte dei suoi lavori e della maggior parte degli oggetti presenti nel suo studio alla Scottish National Gallery of Modern Art.
Nel 1999 la Galerie Nationale di Scozia inaugurò la Galerie Dean e vi espose la sua collezione.

## Opere

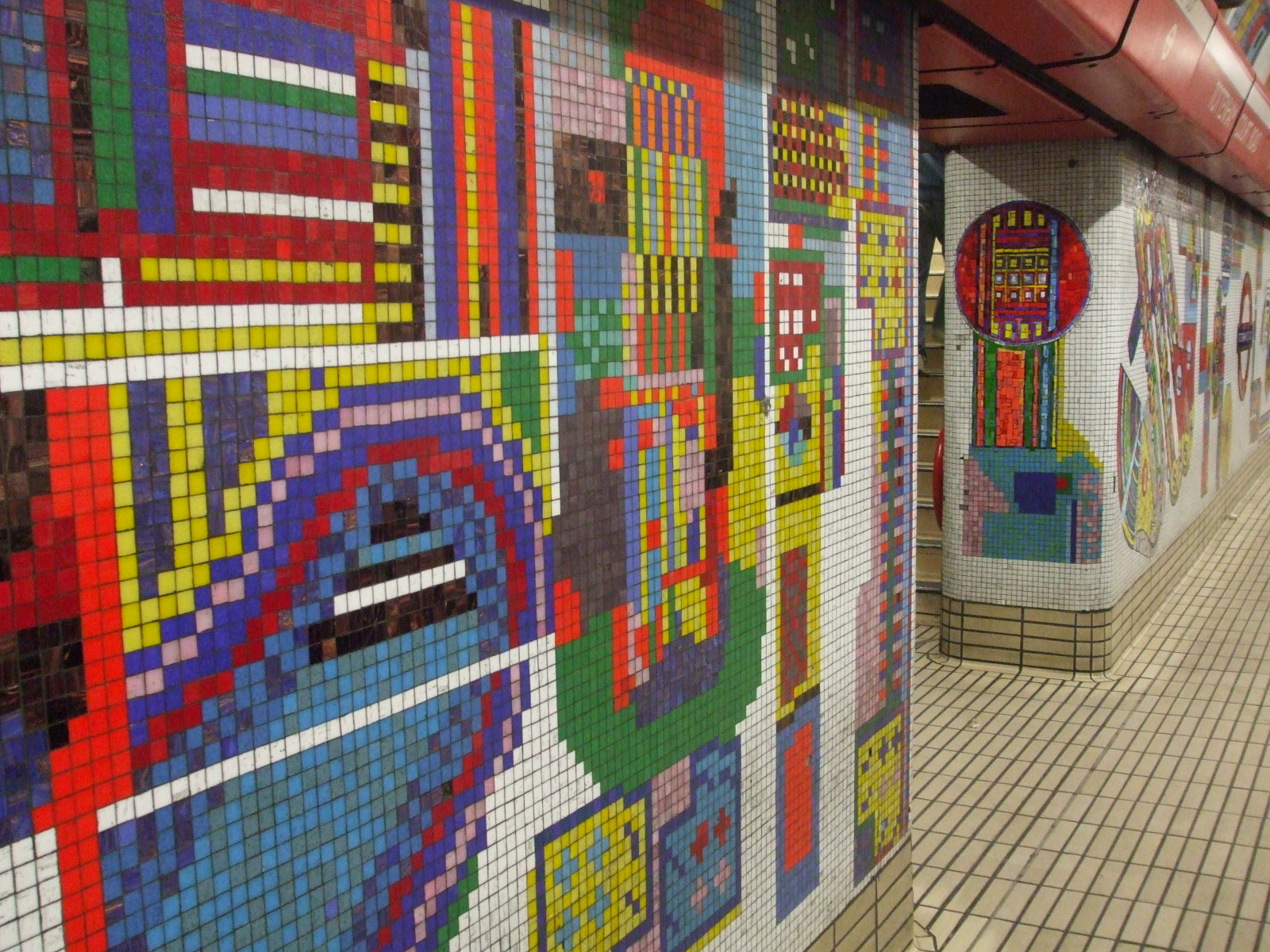
Mosaico della Tottenham Court Road

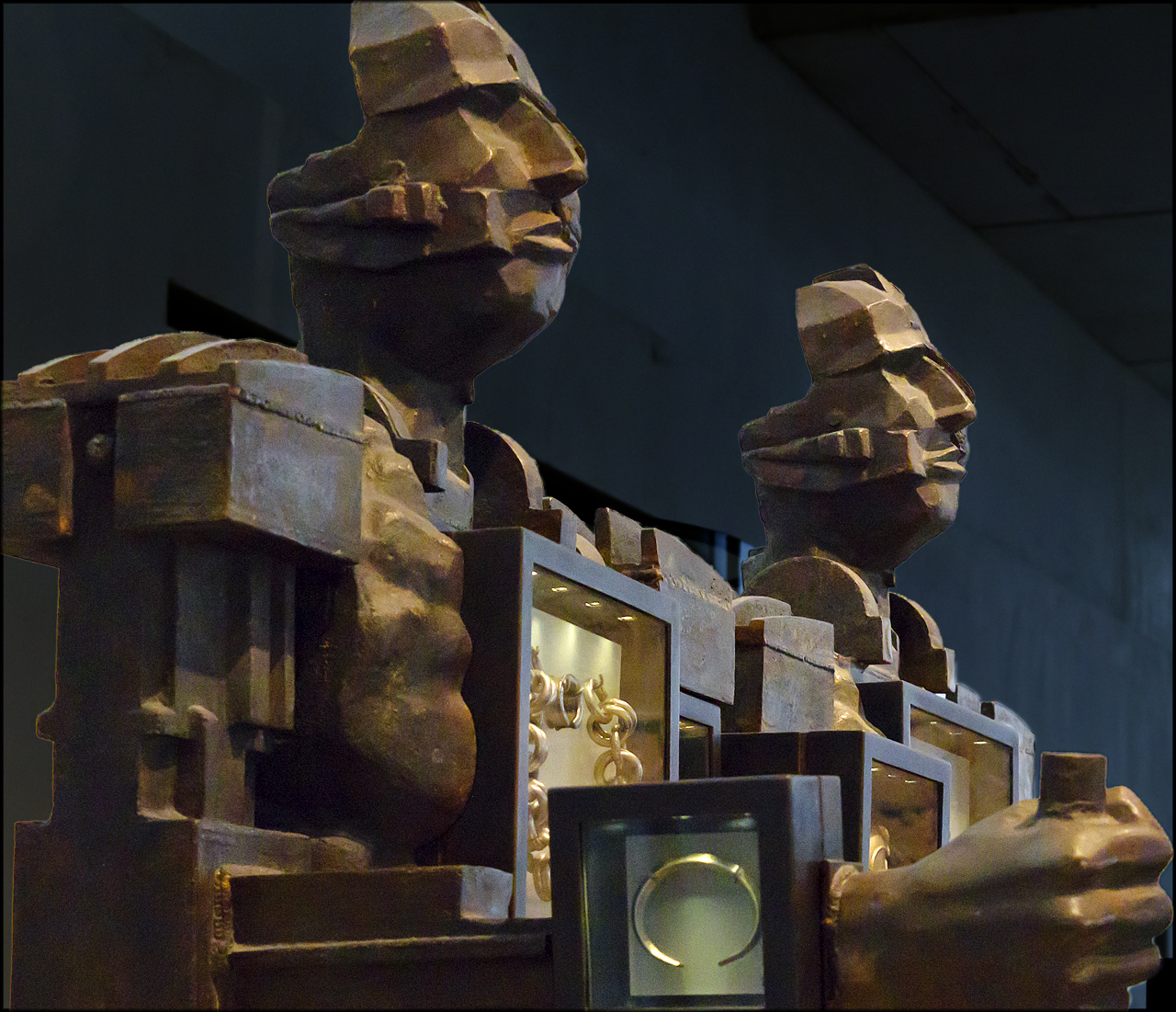
Scotland's Early People, Museo Nazionale della Scozia

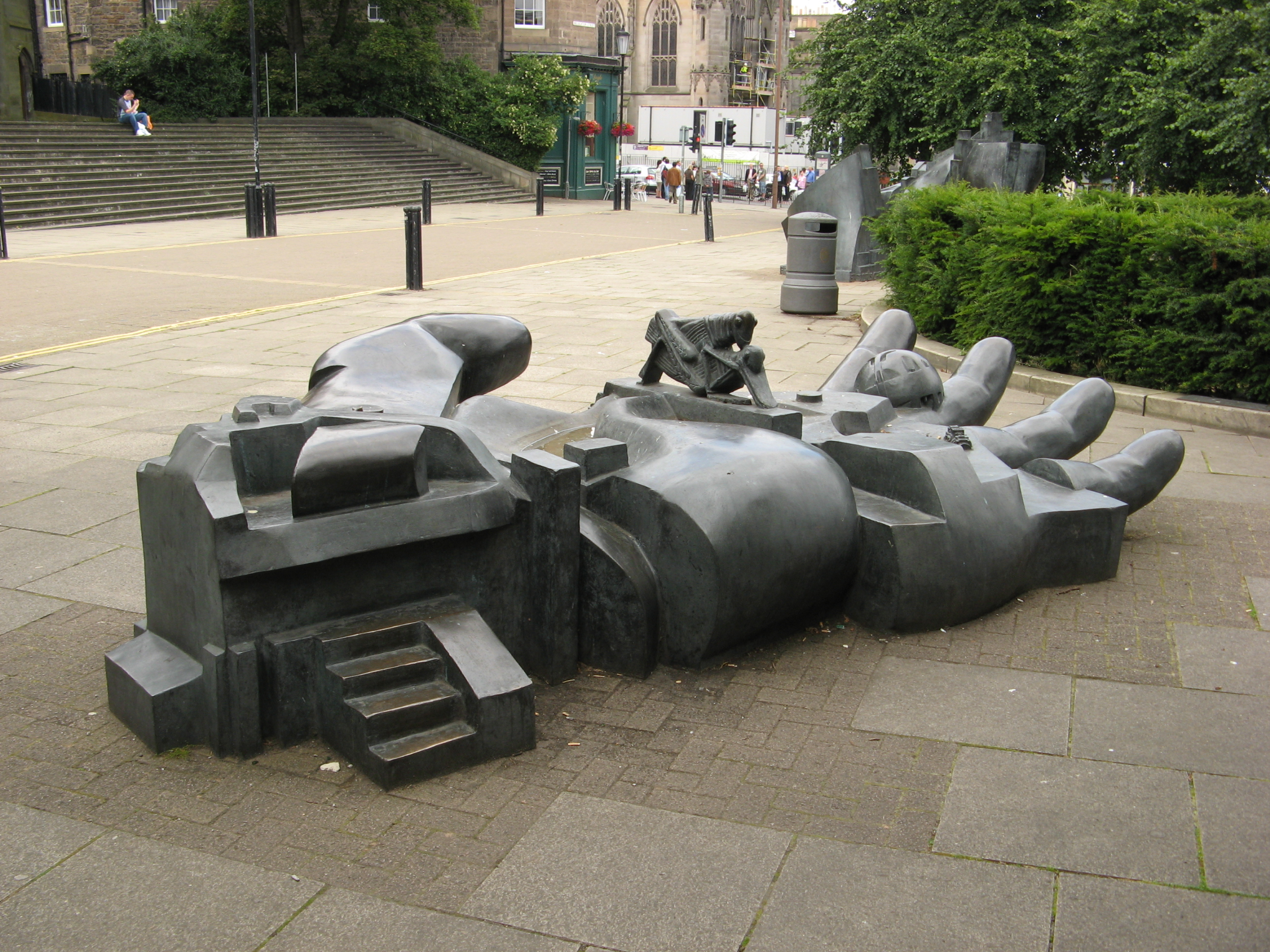
Manuscript of Monte Cassino

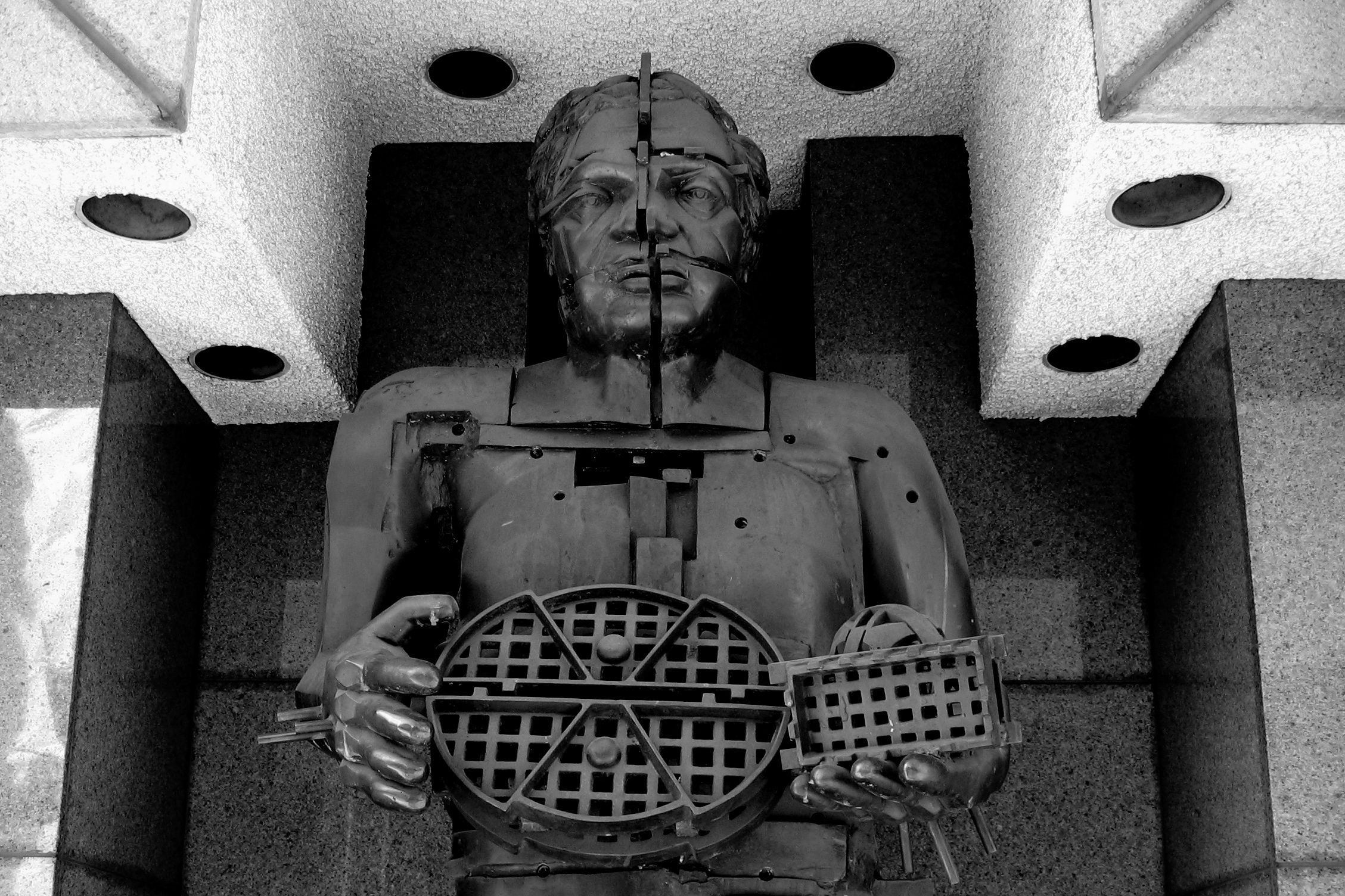
The Artist as Hephaestus

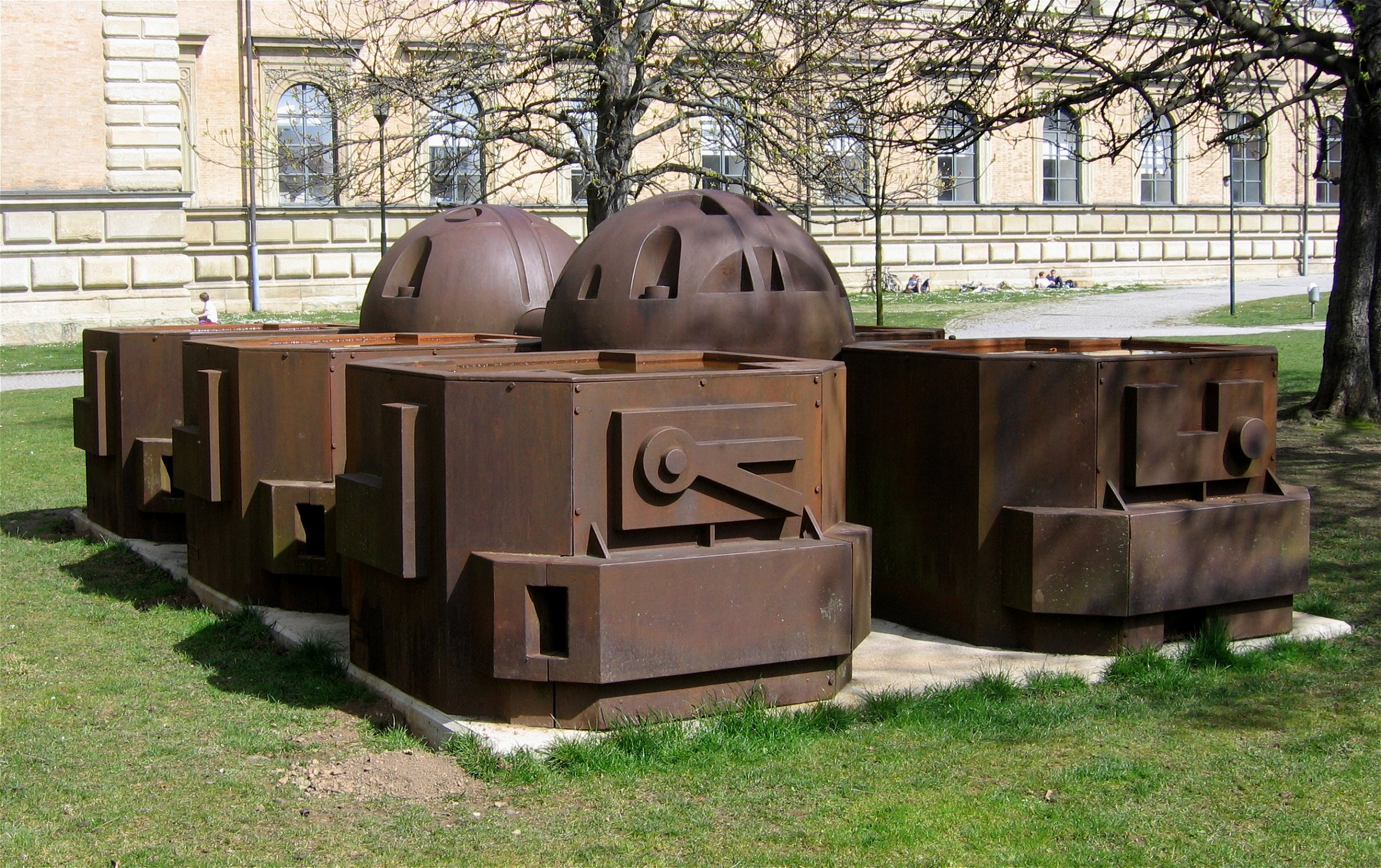
For Leonardo, 1986

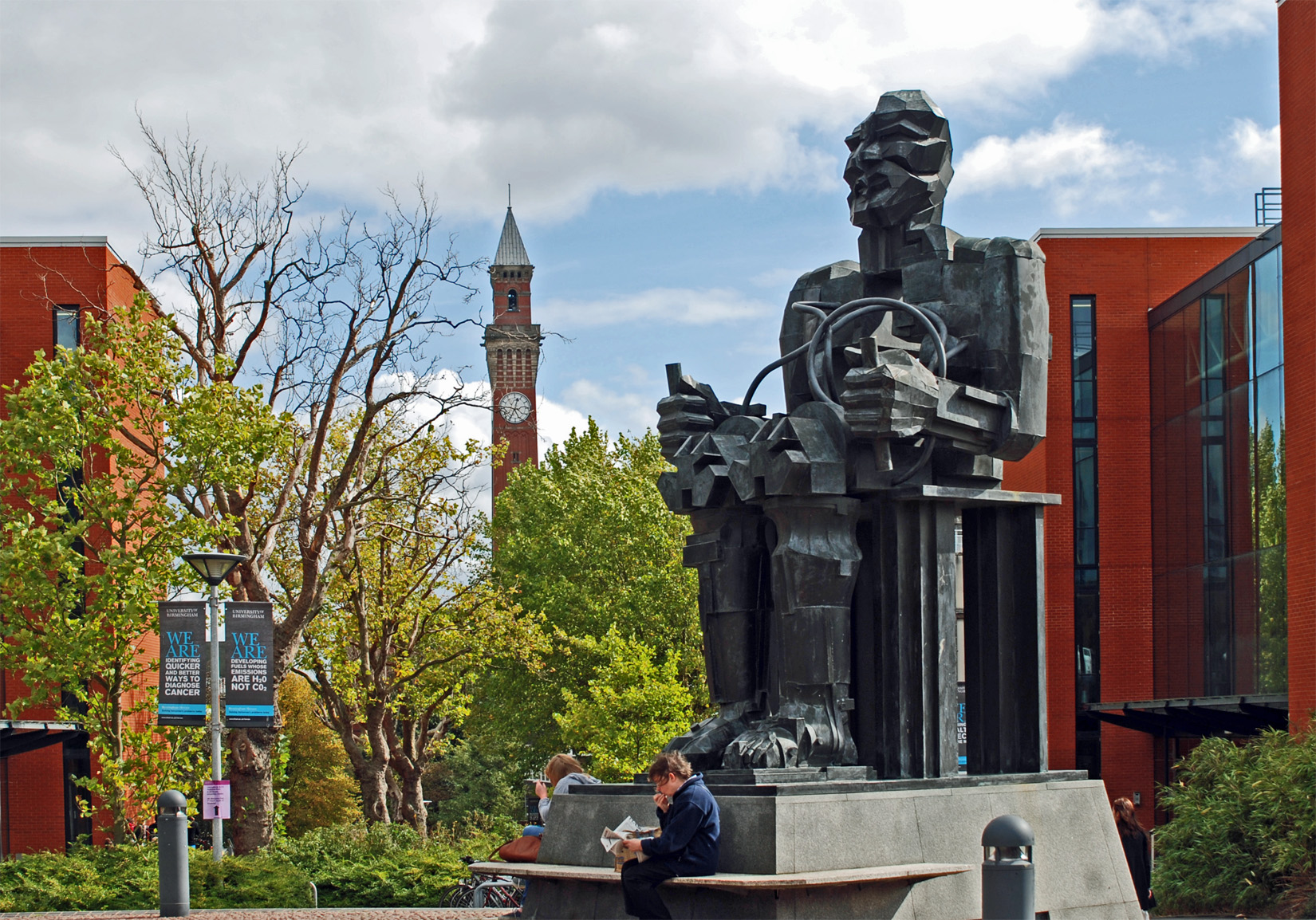
Faraday, all'Università di Birmingham

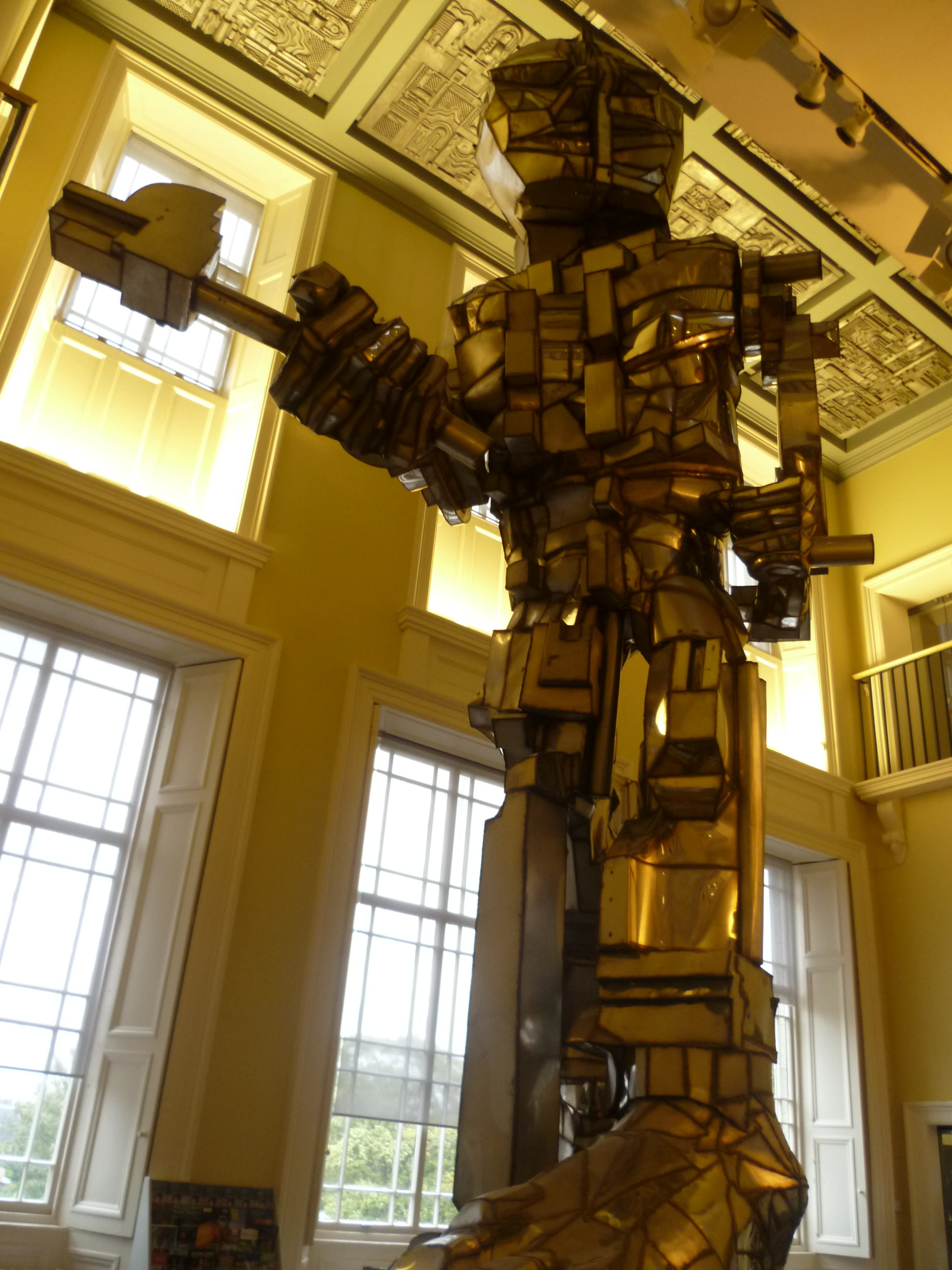
Vulcan, 1998–9, Galleria Nazionale Scozzese di Arte Moderna

- Murales a mosaico per i binari, passaggi e ingressi delle scale mobili della Tottenham Court Road a Londra. I murales all'ingresso delle scale mobili sono stati rimossi come parte del processo di riqualificazione del luogo e sono stati donati all'Università di Edimburgo sebbene la maggior parte dei mosaici siano stati restaurati nel 2017[4][5]
- Copertina dell'album di Paul McCartney Red Rose Speedway
- Pannelli del soffitto e tappezzeria delle finestre al Castello di Cleish
- Scultura Piscator, atrio dell'Euston Station a Londra fino al 2019, ubicazione attuale sconosciuta
- Porte in alluminio pressofuso per l'Hunterian Museum and Art Gallery dell'Università di Glasgow, commissionate da William Whitfield
- Scultura in bronzo Newton after Blake, 1995, nel piazzale della British Library
- La scultura The Manuscript of Monte Cassino, situato a Leith Walk, Edimburgo
- La scultura "Head of Invention" davanti al Design Museum a Kensington
- Scultura A Maximis Ad Minima a Kew Gardens, all'estremità occidentale del Princess of Wales Conservatory
- Mosaici nel centro città di Redditch.
- La scultura di Athena nel foyer del John McIntosh Arts Centre presso il London Oratory School
- 'Scultura di Faraday all'Università di Birmingham
- Statua The Artist as Hephaestus, High Holborn dal 1987, rimosso nel 2012, luogo attuale sconosciuto